# Ojo de Gata
Ojo de Gata (Sharon Smith) es una personaje ficticia, una mutante que aparece en los cómics estadounidenses publicados por Marvel Comics.

## Historia publicada
Ojo de Gata fue creado por Chris Claremont y Sal Buscema en Nuevos Mutantes # 16-17 (junio-julio de 1984).
El personaje aparece posteriormente en Firestar # 2.4 (abril-junio de 1986), The New Mutants # 31 (septiembre de 1985), # 39 (mayo de 1986), # 43 (septiembre de 1986), # 53-54 (julio-agosto 1987 ), # 56 (octubre de 1987), # 62 (abril de 1988), The New Warriors # 9-10 (marzo-abril de 1991) y murió en The Uncanny X-Men # 281 (octubre de 1991). El personaje hizo una aparición póstuma en The New Warriors Annual # 1 (1991) y 2 (1992).
Apareció como parte de la entrada "Infernales" en el Manual Oficial del Universo Marvel Edición Deluxe # 5.

## Biografía ficticia del personaje
Sharon Smith era un miembro de los Infernales originales reclutados por Emma Frost para ser un equipo competitivo contra los Nuevos Mutantes y una herramienta para el Club Fuego Infernal. Su personaje era la antítesis de  Wolfsbane que podría transformarse en una loba. Ella participa en varias batallas con los Nuevos Mutantes, sobre todo pequeñas competiciones, pero de vez en cuando se llevaba bien con los estudiantes al participar en fiestas de sociedad. Su personalidad era la de un espíritu libre. La juventud de Sharon y una relativa falta de sofisticación desmienten un comportamiento feroz. Ella tenía una memoria fotográfica e instintivamente sabía cuando alguien mentía. Bajo la tutela de Frost, Smith pasó de un analfabetismo absoluto a unos niveles de lectura en la escuela de grado superior en menos de un año. Conservaba varias cualidades felinas mientras tenía forma humana habiendo sido forzada a ello desde la más tierna infancia. En particular, ella mantuvo su cola en muchos casos. Tras su primer encuentro con Wolfsbane, en lugar de atacarla por su naturaleza animal, ella olió a Rahne y dijo que como cambiaformas las dos compartían un espíritu afín y que deberían ser amigas a pesar de las disputas por sus obviamente enfrentados roles felinos y caninos.
Emma Frost se aprovecha de la confusión emocional de los Nuevos Mutantes después de un incidente en el que un ser cósmico llamado el Todopoderoso los había matado y luego los había devuelto a la vida. Convence al entonces director de la escuela,  Magneto, para enviar a los estudiantes a la Academia de Massachusetts para un asesoramiento psíquico. Allí, ella rápidamente les acepta en las filas de sus Infernales. Ojo de Gata comparte una habitación con Rahne y las dos se convierten en amigas íntimas. Los dos equipos se muestran mucho cariño entre ellos pero se separarán cuando Magneto se de cuenta de que su mente había sido manipulada por Émpata y la decisión de dejar a sus estudiantes no había sido totalmente suya.
Sharon y Rahne más tarde se reúnen en una fiesta formal patrocinada por el Club Fuego Infernal. Las dos se escabullen, dejan sus vestidos detrás y retozan en sus formas animales.
Más tarde los dos equipos se enfrentan sobre Manhattan. Ambos habían conocido de la existencia de Cabeza de Chorlito y ninguno de los equipos quería dejárselo al otro. Los Infernales perderán el encuentro. Por otra parte un accidente envía a Sharon y  Ruleta a caer a las calles. El poder de Jennifer les salvará, lo que les permitirá aterrizar con seguridad en el toldo de una tienda.
La Reina Blanca más tarde provoca un enfrentamiento entre su equipo y los Nuevos Guerreros por la suerte de Estrella de Fuego, una miembro de los Guerreros que solía formar parte de los  Infernales. La batalla, que tuvo lugar en la sede de los Nuevos Guerreros, se reduce a un juego de números y Ojo de Gata anotó uno para su equipo al derrotar con saña a Destructor Nocturno desgarrando fácilmente su armadura reforzada. Al final los Infernales perdieron por desgaste aunque nadie pudo con Sharon.
Poco después, Emma organizó otra fiesta a la que asistieron los Infernales así como el equipo de los X-Men Gold. Fue allí donde Trevor Fitzroy, un miembro del grupo de villanos conocidos como Los Arribistas, irrumpió con el objetivo de matar a Emma para ganar puntos dentro del grupo. Los Infernales eran irrevelantes para él: Ojo de Gata fue asesinada en el inicio del fuego cruzado por Fitzroy con el fin de alimentar su portal de teletransporte.

### Ilusiones después de su muerte
Sharon hace una aparición post mortem en el Anual de Generación X en 1997. Sin embargo esto fue sólo un truco creado por el demonio D'Spayre para alterar a Emma Frost.
También en  Generación X # 55-56, los miembros quedan atrapados en una ilusión por Adrienne Frost donde cada uno de ellos es un miembro de diferentes Infernales a excepción de  Jetstream. Los héroes afectados reviven en el último día de los Infernales. Júbilo era Ojo de Gata.

### Necrosha
Sharon junto con todos los demás Infernales fallecidos son resucitados por  Selene y Eli Bard. Tras irrumpir en Utopía con la ayuda de  Cifra, ella y los otros se enfrentan a Emma Frost y se mofan de ella por no protegerlos. Ella es vencida por  Cíclope cuando va a atacar a Emma. Parte de su regreso también fue narrado en dos números de la entonces serie Nuevos Mutantes.

## Poderes y habilidades
El poder mutante de Ojo de Gata era la  aelurantropia, la capacidad de convertirse en un gato. Ella podía transformarse en cualquier gato doméstico o un híbrido humano-pantera (un hombre gato). En su forma de pantera tenía fuerza, velocidad, agilidad, reflejos, coordinación, equilibrio y resistencia sobrehumanos además de sentidos hiperdesarrollados, garras y colmillos afilados, una cola prensil, un factor de curación leve y la capacidad de trepar por las paredes.
Incluso en su forma humana ella conservó algunas características físicas de gato como ojos entrecerrados y una cola.

## Otras versiones

### Era de Apocalipsis
Sharon todavía estaba viva en la realidad alternativa llamada la Era de Apocalipsis y fue una Infernal. Ella y los otros fueron perseguidos y capturados por los X-Men después de haber sido noqueada por una Wolfsbane enfurecida al intentar huir de la decadencia de sus compañeros Infernales.

### Y si
En una realidad donde el segundo equipo de los X-Men se disuelve, Ojo de Gata es reclutada para formar parte de sus filas.